# Béoué-Zibiao
Béoué-Zibiao  è una città e sottoprefettura della Costa d'Avorio appartenente al dipartimento di Bangolo. Conta una popolazione di 21 927 abitanti (censimento 2014).